# ヤマトゴキブリ
ヤマトゴキブリ（大和蜚蠊、学名：Periplaneta japonica）は、ゴキブリ目ゴキブリ科ゴキブリ属の昆虫。世界のゴキブリの中でも北に分布する種で低温への高い適応性を有しており、原産地の日本では古来生息する害虫として知られている。

## 形態
ヤマトゴキブリの体長は20 - 35 mmで、類似した外見や色彩（黒褐色）を有するクロゴキブリ（30 - 40 mm）と比べて小さく、重さは10gほどで、体型も細めである。また体表は光沢が少なく、前胸背板の中央部に凹みがある。性別によって体型が異なる性的二形の特徴を有しており、雄は尾端よりも長い翅を有し飛翔可能である一方、雌の翅は腹部中間までしか伸びておらず飛ぶ事が出来ない。また、外部からの刺激や微生物の感染の防御、保湿などの役割を担う体表ワックスの成分も雌雄で異なっており、シス, シス-6, 9-ヘプタコサジエンは雄のみで確認されている。

## 生態

### 生活史
ヤマトゴキブリの卵は「卵鞘（らんしょう）」と呼ばれるがま口財布に似た固い鞘の中に存在し、1つの卵鞘の中には14 - 19個の卵が存在する。27 - 42日の期間を経て孵化した幼虫は計8回の脱皮を行い、そのうち2齢 - 3齢および9齢（終齢）幼虫は後述のように休眠による越冬を行う。また、幼虫期には腹部の第6 - 第7節の間から粘性のある分泌物を放出し、肉食性のアリを始めとした外敵から身を守る事が知られている。幼虫の活動期間は4月から9月でそれ以外の期間は休眠に入るため、幼虫の期間は2年程である。
成虫への羽化は初夏に行われ、交尾を行った後、雌は卵鞘を4 - 6日間隔、平均25個産み落とす。卵鞘を体に付着させる期間は1日以内と短く、付着に適した木材などに貼り付ける。成虫の寿命は3 - 5ヶ月であり、1世代に2 - 3年と長い時間を要する。

### 生息地
後述の通り、ヤマトゴキブリは住宅を始めとした屋内に生息する害虫として知られる一方、雑木林でも樹液などを糧にする事が可能な半屋外生息種である。屋内では農家や市場での発見例が多いものの、住宅の密閉度が高まり屋内と屋外の往来が困難になった事や住宅地周辺の雑木林の伐採が進んでいる事から、日本では市街地での個体数が減少傾向にある。

### 低温への適応
ヤマトゴキブリは他のゴキブリと比べて低温状態への高い適応性を有しており、日本における冬季の平均気温にあたる5.5℃条件下で長期間冷蔵する実験では、20℃・27℃条件下で28日間行う事前の予備飼育を経た成虫および全齢幼虫が90日以上生存し、予備期間を経ない状態でも成虫および老令幼虫で同様の結果が得られている。また、2齢 - 3齢および9齢（終齢）幼虫は短日による休眠を行う事が知られており、朽ち木や樹皮の下で冬を越す。この状態の幼虫は実験によって長時間の低温や凍結状態に置かれても気温が上昇すれば元の活動状態に戻る事が確認されており、これは越冬を行う齢に達した幼虫の体内でトレハロースの濃度が高くなる事が関係していると推測されている。更にヤマトゴキブリは他のゴキブリと異なり、氷上を移動する事も可能である。ただし卵鞘については幼虫・成虫と比べ低温に対して弱い。

## 分布

### 日本国内
日本国内における本来の生息地は東北地方から中国地方と考えられており、青森県が分布の北限とされていたが、1990年代以降は、北海道や九州地方（大分県、宮崎県）などでも発見が相次いでいる。特に北海道に関しては日本海や津軽海峡などの海沿いの地域に加え、2012年には札幌市でも多数の幼虫・卵鞘の発見を含めた確認例が報告されている。これらは何らかの要因により人為的に移入された個体群が由来であると推測されている。

### 日本国外
日本国外におけるヤマトゴキブリの生息地には中国、韓国、南東ロシア地域があり、中国や韓国では害虫として駆除対象となっている。
また、これらに加えて2010年代以降、アメリカ合衆国・ニューヨークでもヤマトゴキブリが確認されている。これは2012年にニューヨーク市の公園・ハイラインに設置されたネズミ用の罠に捕獲されたゴキブリの種の同定により判明したもので、腹部の棘の大きさや性的二形などの形態学的特徴に加えて、ミトコンドリアDNAを用いたDNAシークエンシングの結果からもヤマトゴキブリと同じ塩基配列と同じグループを形成している事が確認されている。2013年にこれらの結果を報告したラトガース大学の研究チームは、低温環境に適応した生態や形質を踏まえ、ニューヨークにヤマトゴキブリが定着する可能性は高いとしている。

## 利害
他種の屋内性ゴキブリと同様、ヤマトゴキブリは外見の不潔感・不快感に加え、体の表面や排泄物に付着した病原菌を伝搬する、和紙を食害し古書や屏風に損害を与えるなど多数の被害をもたらす。また、食品に迷入する事により異物混入事故の原因となる他、混入がなくとも調理場内などでゴキブリが確認・捕獲される事は大きな問題となる。更に死骸や糞はアレルゲンとなり、アレルギー性喘息などの症状の要因となる事もある。